# Pseudeuphausia
Pseudeuphausia é um género de krill.